# P.S. I Love You (película)
P.S. I Love You (en español: Posdata: Te Quiero) es una película dramática de 2007 dirigida por Richard LaGravenese. El guion, de LaGravenese y Steven Rogers, está basado en la novela homónima de 2004 de la escritora irlandesa Cecelia Ahern.

## Argumento
Ambientada en Nueva York, se centra en las vidas de Gerry y Holly, quienes eran novios desde la universidad y se sentían como si siempre hubiesen estado juntos. Podían acabar las frases del otro, e incluso cuando discutían, como sobre quién debía salir de la cama para apagar la luz cada noche, todo era tomado con humor. Holly no sabía qué sería de ella sin Gerry, nadie lo sabía. Más adelante, Gerry dejaría a Holly una lista de cosas que hacer para salir adelante día tras día.
Gerry fallece por un tumor cerebral. Desde entonces, Holly vive de viuda, sola sin su marido y en shock por la situación y comete algunas locuras (como imaginarse que está con Gerry o que le está hablando).
Tres semanas después de su muerte (en el cumpleaños n.º 30 de Holly), ella sale de su casa para recoger un misterioso paquete blindado que ha recibido su madre para ella. Cuando lo abre, se encuentra con que Jerry ha cumplido su palabra. Le ha dejado "La Lista", una serie de cartas con instrucciones para cada mes. Todas van firmadas con "PD: Te amo".
Rodeada de amigas de lengua afilada y con una familia que la ama y la sobreprotege hasta volverla loca, Holly no es una heroína de nuestro tiempo: titubea, trastabilla, llora y bromea mientras se abre camino hacia la independencia, hacia una nueva vida de aventura, satisfacción profesional, amor y amistad.

## Reparto
- Hilary Swank como Holly Kennedy.
- Gerard Butler como Gerry Kennedy.
- Lisa Kudrow como Denise Hennessey.
- Gina Gershon como Sharon McCarthy.
- James Marsters como John McCarthy.
- Kathy Bates como Patricia Reilly.
- Harry Connick Jr. como Daniel Connelly.
- Jeffrey Dean Morgan como William Gallagher.
- Nellie McKay como Ciara Reilly.

## Producción
La película se rodó en Nueva York y en el Condado de Wicklow, Irlanda. La película está dedicada a la fotógrafa Windland Smith Rice, hermana de Molly Smith, una de las productoras.

## Premios
- Golden Trailer Awards 2008: Nominada al premio Golden Trailer al mejor romance Nominada al mejor cartel para una película.
- Irish Film and Television Awards 2008: Ganadora del premio Audience Award a la mejor actriz internacional, Hilary Swank
- Teen Choice Awards 2008: Nominada al premio Teen Choice Award Choice Movie: Chick Flick

## Diferencias con la novela
- La trama de la película es en Nueva York y en el libro en Irlanda.
- La parte de la discusión del principio no aparece en el libro.
- En el libro Ciara tiene el cabello pintado de rosa y en la película es rubia.
- Holly, en el libro, tiene otros 3 hermanos, además de Ciara: Richard, Declan y Jack.
- Daniel aparece por primera vez en el libro cuando Holly es invitada por su hermano Jack a oír cantar a Declan y en la película aparece en el funeral de Gerry.
- En el libro, Holly se entera de las cartas cuando va a visitar a su madre y le da un paquete con todas las cartas y una nota con las instrucciones. En la película le llega en su cumpleaños con un pastel y una grabación, las cartas le llegan de distintas formas.
- También las tiene que abrir cada mes y solo son de ella en el libro. En la película le llegan cuando sea y también le llegan a sus amigas.
- El nombre de la madre de Holly es Elizabeth en el libro y en la película se llama Patricia.
- En la película no aparece el padre de Holly, pero está presente en la mayor parte del libro y no está separado de la madre de Holly.
- Las vacaciones en el libro son en Lanzarote y en la película en Irlanda.
- En el libro, el hermano de Holly, Declan, graba a Holly y sus amigas en la fiesta de cumpleaños en el antro y hace un vídeo de ello que aparece en televisión y causa todo un escándalo. Pero eso no sucede en la película.
- Holly se entera del embarazo de Sharon y la boda de Denise durante el viaje en la película. Pero en el libro se entera después de las vacaciones en una reunión de amigos.
- Wiliam no aparece en el libro.
- En el libro, se narran las cartas de Gerry muy diferentes que en la película.
- En el libro Daniel es dueño de un club Hogan's mientras en la película es solo un empleado.
- En el libro Holly es una empleada de la revista X, donde se encarga de la publicidad, mientras que en la película es diseñadora de zapatos.
- En el libro aparece Chris y Alice, en la película no.